# Almagreira (Pombal)
Pour les articles homonymes, voir Almagreira.
Almagreira est une freguesia portugaise située dans le District de Leiria.
Avec une superficie de 43,18 km2 et une population de 3 075 habitants (2001), la paroisse possède une densité de 71,2 hab/km2.